# Orchestre de La Pouplinière
L'orchestre de La Pouplinière est un ensemble musical à géométrie variable fondé en 1731 pour créer la musique de Jean-Philippe Rameau et celle des autres compositeurs protégés par le mécène mélomane et fermier général de Louis XV Alexandre Le Riche de La Pouplinière et pour animer les fêtes données dans ses résidences parisiennes de la rue des Petits-Champs et de la rue de Richelieu et dans son domaine de Passy.

## Origine de l'attrait de La Pouplinière pour la musique
Dès 1721, La Pouplinière forme son goût pour la musique au contact de la haute société parisienne. Conservateur paradoxalement assoiffé de nouveautés, il est sans doute attiré par les fêtes galantes qui se répandent durant la Régence. Les Comédiens-Italiens éclipsent Lully au profit des spectacles de la Foire Saint-Germain et La Pouplinière découvre alors le Télémaque et La Ceinture de Vénus d'Alain-René Lesage, L'Arlequin défenseur d'Homère de Louis Fuzelier ou le Caprice d'Alexis Piron et autres revues du répertoire à la musique indigente malgré l'effort remarquable des violons et où les cantatrices sont surtout appréciées pour leurs qualités de danseuses.
Dans les salons se développent en revanche les séances de musique de chambre qui vont marquer le siècle. La Pouplinière assiste aux concerts que donne chaque mois Antoine Crozat. Dans le salon du trésorier de l'ordre du Saint-Esprit il fait la connaissance de la claveciniste Anne-Jeanne Boucon, future épouse du compositeur Jean-Joseph Cassanéa de Mondonville. Il participe peut-être aussi aux séances de musique italienne organisées sur abonnement par Jeanne-Agnès Berthelot de Pléneuf, marquise de Prie, aux concerts donnés par le duc d'Aumont ou à ceux de Louis-Nicolas Clérambault. Son aventure galante avec Marie Antier, soprano de l'Académie royale de musique dont il fait la connaissance soit à l'opéra soit dans les concerts dominicaux du prince de Carignan dont elle est la maîtresse en titre, lui vaut son exil de la capitale durant trois ans.

## Naissance de l'orchestre de La Pouplinière
Au retour de La Pouplinière à Paris, on retrouve Rameau dans son entourage où il se trouvait vraisemblablement dès avant l'exil du fermier général. La rencontre date peut-être de l'acquisition du Traité de l'harmonie réduite à ses principes naturels publié en 1722. Toujours est-il qu'Hippolyte et Aricie est joué rue Neuve-des-Petits-Champs au mois de mars 1733. En contrepartie de la primeur de ses œuvres, La Pouplinière a mis à la disposition de Rameau chanteurs, choristes et instrumentistes qu'il a engagés pour former un effectif complet : 1 violon solo, 2 premiers violons, 2 seconds violons, 1 flûte, 1 hautbois, 1 basson, 1 violoncelle, 1 contrebasse (les cors et les clarinettes n'ont pas encore été introduits à l'orchestre). Le compositeur est dès lors chargé de la direction de l'orchestre et de l'organisation des festivités mais aussi du rôle de maître de musique de son protecteur qui se pique de composer. Rameau occupe ces fonctions durant quinze ans pour un salaire de 1800 livres.
Dans les années 1750, La Pouplinière invite les clarinettistes allemands  Gaspard Procksch et Simon Flieger ainsi que les cornistes allemands Schencker et Louis à jouer dans son orchestre, pour en enrichir la palette et la couleur sonores.